# Каласте
Каласте (на естонски Kallaste) е град и община в област Тарту, Естония. Градът се намира на източния бряг на езерото Пейпси (Чудското езеро). Повечето от населението е руско и само около 15% естонско. Наброява 1256 души, а територията на града е 1,9 km2
Селището е установено през 18 век. През 1921 г. Каласте е малко градче, а на 1 май 1938 г. получава статут на град.